# Nishu Kumar
Nishu Kumar (Muzaffarnagar, 5 novembre 1997) è un calciatore indiano, difensore dello Jamshedpur e della nazionale indiana.

## Carriera

### Club
Ha giocato nella prima divisione indiana.

### Nazionale
Dopo aver giocato nelle nazionali giovanili indiane Under-19 ed Under-23, nel 2018 ha esordito in nazionale maggiore.

## Statistiche

### Presenze e reti nei club
| Stagione               | Club                   | Campionato             | Campionato | Campionato | Coppe nazionali | Coppe nazionali | Coppe nazionali | Coppe continentali | Coppe continentali | Coppe continentali | Supercoppe | Supercoppe | Supercoppe | Totale | Totale |
| Stagione               | Club                   | Comp                   | Pres       | Reti       | Comp            | Pres            | Reti            | Comp               | Pres               | Reti               | Comp       | Pres       | Reti       | Pres   | Reti   |
| ---------------------- | ---------------------- | ---------------------- | ---------- | ---------- | --------------- | --------------- | --------------- | ------------------ | ------------------ | ------------------ | ---------- | ---------- | ---------- | ------ | ------ |
| 2015-2016              | Bengaluru              | IL                     | 1          | 0          | FC              | 0               | 0               | AFC Cup            | 1                  | 0                  |            | -          | -          | 2      | 0      |
| 2016-2017              | Bengaluru              | IL                     | 9          | 0          | FC              | 2               | 0               | AFC Cup            | 2                  | 0                  |            | -          | -          | 13     | 0      |
| 2017-2018              | Bengaluru              | ISL                    | 9          | 0          | SC              | 3               | 0               | AFC Cup            | 8                  | 3                  |            | -          | -          | 20     | 3      |
| 2018-2019              | Bengaluru              | ISL                    | 18         | 1          | SC              | 1               | 0               |                    | -                  | -                  |            | -          | -          | 19     | 1      |
| 2019-2020              | Bengaluru              | ISL                    | 17+1       | 1          | SC              | -               | -               | AFC Cup            | 2                  | 0                  |            | -          | -          | 20     | 1      |
| Totale Bengaluru       | Totale Bengaluru       | Totale Bengaluru       | 55         | 2          |                 | 6               | 0               |                    | 13                 | 3                  |            | -          | -          | 74     | 5      |
| 2020-2021              | Kerala Blasters        | ISL                    | 9          | 0          | -               | -               | -               | -                  | -                  | -                  | -          | -          | -          | 9      | 0      |
| 2021-2022              | Kerala Blasters        | ISL                    | 8+2        | 1          | -               | -               | -               | -                  | -                  | -                  | -          | -          | -          | 10     | 1      |
| 2022-2023              | Kerala Blasters        | ISL                    | 16+1       | 0          | SC              | 3               | 1               | -                  | -                  | -                  | DC         | -          | -          | 20     | 1      |
| Totale Kerala Blasters | Totale Kerala Blasters | Totale Kerala Blasters | 36         | 1          |                 | 3               | 1               |                    | -                  | -                  |            | -          | -          | 39     | 2      |
| 2023-2024              | East Bengal            | ISL+CPD                | 19+1       | 0+1        | SC              | 4               | 0               | -                  | -                  | -                  | DC         | 5          | 0          | 29     | 1      |
| 2024-2025              | East Bengal            | ISL                    | 13         | 0          | SC              | 1               | 0               | AFC2+ACL           | -+1                | +0                 | DC         | -          | -          | 15     | 0      |
| Totale East Bengal     | Totale East Bengal     | Totale East Bengal     | 33         | 1          |                 | 5               | 0               |                    | 1                  | 0                  |            | 5          | 0          | 44     | 1      |
| 2025-2026              | Jamshedpur             | ISL                    | 0          | 0          | SC              | 0               | 0               | -                  | -                  | -                  | DC         | 4          | 0          | 4      | 0      |
| Totale                 | Totale                 | Totale                 | 124        | 4          |                 | 14              | 1               |                    | 14                 | 3                  |            | 9          | 0          | 161    | 8      |

### Cronologia presenze e reti in nazionale
| Cronologia completa delle presenze e delle reti in nazionale ― India | Cronologia completa delle presenze e delle reti in nazionale ― India | Cronologia completa delle presenze e delle reti in nazionale ― India | Cronologia completa delle presenze e delle reti in nazionale ― India | Cronologia completa delle presenze e delle reti in nazionale ― India | Cronologia completa delle presenze e delle reti in nazionale ― India | Cronologia completa delle presenze e delle reti in nazionale ― India | Cronologia completa delle presenze e delle reti in nazionale ― India |
| Data                                                                 | Città                                                                | In casa                                                              | Risultato                                                            | Ospiti                                                               | Competizione                                                         | Reti                                                                 | Note                                                                 |
| -------------------------------------------------------------------- | -------------------------------------------------------------------- | -------------------------------------------------------------------- | -------------------------------------------------------------------- | -------------------------------------------------------------------- | -------------------------------------------------------------------- | -------------------------------------------------------------------- | -------------------------------------------------------------------- |
| 17-11-2018                                                           | Buriram                                                              | Giordania                                                            | 2 – 1                                                                | India                                                                | Amichevole                                                           | 1                                                                    | 59’                                                                  |
| 19-11-2019                                                           | Mascate                                                              | Oman                                                                 | 1 – 0                                                                | India                                                                | Qual. Mondiali 2022                                                  | -                                                                    |                                                                      |
| Totale                                                               |                                                                      | Presenze                                                             | 2                                                                    |                                                                      | Reti                                                                 | 1                                                                    |                                                                      |

## Palmarès

### Club

#### Competizioni nazionali
- I-League: 1

Bengaluru: 2015-2016
- Coppa della Federazione indiana: 1

Bengaluru: 2017
- Super Cup: 2

Bengaluru: 2018
East Bengal: 2024
- Indian Super League: 1

Bengaluru: 2018-2019